# TERREG
La proposta de llei de regulació antiterrorista, més coneguda com a TERREG (de l'anglès: Terrorist Regulation) del Parlament Europeu és una iniciativa concebuda per a "prevenir la disseminació de contingut terrorista en línia". La primera versió del projecte de llei es va engegar el setembre del 2018. Aquest intent de restricció dels continguts d'Internet que s'ha de votar el 24 d'abril de 2021 ha conegut certa oposició al si de diversos àmbits defensors de les llibertats i drets de l'home de la Unió Europea. Són actualment més de 60 entitats que han signat una carta en contra d'aquest projecte entre les quals figuren Xnet, el Partit Pirata Europeu, la Lliga dels Drets de l'Home a França, Wikimedia Deutschland i Wikimedia France.
Els punts més conflictius d'aquest projecte de llei són bàsicament tres: 
- 1. La proposta continua incentivant les plataformes d'internet a utilitzar eines de moderació automàtica de continguts, com ara filtres automatitzats
- 2. Hi ha una greu manca de supervisió judicial independent
- 3. Els estats membres emetran ordres transfrontereres de retirada de contingut sense cap control